# Зрізаний кубооктаедр
Зрізаний кубооктаедр — напівправильний многогранник (архімедове тіло) з 12 квадратними гранями, 8 гранями у вигляді правильного шестикутника, 6 гранями у вигляді правильного восьмикутника, 48 вершинами і 72 ребрами. Оскільки кожна з граней многогранника має центральну симетрію (що еквівалентно повороту на 180°), зрізаний кубооктаедр є зоноедром.

## Інші назви
Цей многогранник має кілька назв:
- Зрізаний кубооктаедр (Йоганн Кеплер)
- Ромбозрізаний кубооктаедр (Маґнус Веннінґер[1][2])
- Великий ромбокубооктаедр (Роберт Вільямс[en][3])
- Великий ромбокубооктаедр (Пітер Кромвель[4])
- Загальнозрізаний куб (omnitruncated cube) або скіс-зрізаний куб (cantitruncated cube) (Норман Джонсон[en])

Назва зрізаний кубооктаедр, яку дав спочатку Йоганн Кеплер, дещо вводить в оману. Зрізання кубооктаедра відсіканням кутів (вершин) не дозволяє отримати цю однорідну фігуру, оскільки деякі грані будуть прямокутниками. Однак отримана фігура топологічно еквівалентна зрізаному кубооктаедру та її завжди можна деформувати до стану, коли грані стануть правильними.
Альтернативна назва — великий ромбокубооктаедр — посилається на той факт, що 12 квадратних граней лежать у тих самих площинах, що й 12 граней ромбододекаедра, який двоїстий кубооктаедру. (Порівн. малий ромбокубооктаедр)
Також існує неопуклий однорідний многогранник з такою ж назвою — неопуклий великий ромбокубооктаедр.

## Декартові координати
Декартові координати вершин зрізаного кубооктаедра, що має ребро довжини 2 і центр у початку координат, є перестановками чисел:
(±1, ±(1+√2), ±(1+2√2))

## Площа та об'єм
Площа {\displaystyle S} та об'єм {\displaystyle V} зрізаного кубооктаедра з ребром довжини a рівні:
{\displaystyle S=12\left(2+{\sqrt {2}}+{\sqrt {3}}\right)a^{2}\approx 61.7551724a^{2}}
{\displaystyle V=\left(22+14{\sqrt {2}}\right)a^{3}\approx 41.7989899a^{3}.}

## Розрізання
Зрізаний кубооктаедр можна розрізати на частини, отримавши центральний ромбокубооктаедр з 6 квадратними куполами над первинними квадратними гранями, 8 трикутними куполами над трикутними гранями і 12 кубами над вторинними квадратними гранями.
Зі зрізаного кубооктаедра можна отримати тороїди Стюарта роду 5, 7 або 11, якщо видалити центральний ромбокубооктаедр або квадратні куполи, або трикутні куполи, або 12 кубів відповідно. Можна побудувати багато інших тороїдів із меншим ступенем симетрії, видаляючи підмножини цих компонентів. Наприклад, видалення половини трикутних куполів дає тороїд роду 3, який (за правильного вибору куполів, що видаляються) має тетраедричну симетрію.
| Рід 3 | Рід 5 | Рід 7 | Рід 11 |
| ----- | ----- | ----- | ------ |
|       |       |       |        |

## Однорідні розфарбування
Існує лише одне однорідне розфарбування граней цього многогранника, по одному кольору на кожен тип грані.
Існує 2-однорідне розфарбування з тетраедричною симетрією з розфарбуванням шестикутників у два кольори.

## Ортогональні проєкції
Зрізаний кубооктаедр має дві особливі ортогональні проєкції на площини Коксетера A2 і B2 з [6] і [8] проєктивними симетріями, і багато [2] симетрій можна побудувати, виходячи з різних площин проєкції.
| Центровано відносно… | …вершини             | …ребра 4-6                | …ребра 4-8        | …ребра 6-8         | …нормалі до грані 4-6 |
| -------------------- | -------------------- | ------------------------- | ----------------- | ------------------ | --------------------- |
| Зображення           |                      |                           |                   |                    |                       |
| Проєктивна симетрія  | [2]+                 | [2]                       | [2]               | [2]                | [2]                   |
| Центровано відносно… | …нормалі до квадрата | …нормалі до восьмикутника | …квадратної грані | …шестикутної грані | …восьмикутної грані   |
| Зображення           |                      |                           |                   |                    |                       |
| Проєктивна симетрія  | [2]                  | [2]                       | [2]               | [6]                | [8]                   |

## Сферичні мозаїки
Зрізаний кубооктаедр можна подати як сферичну мозаїку і спроєктувати на площину за допомогою стереографічної проєкції. Ця проєкція конформна, вона зберігає кути, але не зберігає довжин та площ. Прямі лінії на сфері проєктуються в колові дуги на площині.
|                       | квадрат- центрована     | шестикутник- центрована | восьмикутник- центрована |
| Ортогональна проекція | Стереографічні проекції | Стереографічні проекції | Стереографічні проекції  |

## Пов'язані многогранники
Зрізаний кубооктаедр входить у сімейство однорідних многогранників, пов'язаних із кубом і правильним октаедром.
| Однорідні октаедричні многогранники | Однорідні октаедричні многогранники | Однорідні октаедричні многогранники | Однорідні октаедричні многогранники | Однорідні октаедричні многогранники | Однорідні октаедричні многогранники | Однорідні октаедричні многогранники | Однорідні октаедричні многогранники | Однорідні октаедричні многогранники | Однорідні октаедричні многогранники | Однорідні октаедричні многогранники |
| Симетрія: [4,3], (*432)             | Симетрія: [4,3], (*432)             | Симетрія: [4,3], (*432)             | Симетрія: [4,3], (*432)             | Симетрія: [4,3], (*432)             | Симетрія: [4,3], (*432)             | Симетрія: [4,3], (*432)             | [4,3]+ (432)                        | [1+,4,3] = [3,3] (*332)             | [1+,4,3] = [3,3] (*332)             | [3+,4] (3*2)                        |
| ----------------------------------- | ----------------------------------- | ----------------------------------- | ----------------------------------- | ----------------------------------- | ----------------------------------- | ----------------------------------- | ----------------------------------- | ----------------------------------- | ----------------------------------- | ----------------------------------- |
| {4,3}                               | t{4,3}                              | r{4,3} r{31,1}                      | t{3,4} t{31,1}                      | {3,4} {31,1}                        | rr{4,3} s2{3,4}                     | tr{4,3}                             | sr{4,3}                             | h{4,3} {3,3}                        | h2{4,3} t{3,3}                      | s{3,4} s{31,1}                      |
|                                     |                                     |                                     |                                     |                                     |                                     |                                     |                                     |                                     |                                     |                                     |
|                                     |                                     | · =                                 | · =                                 | · =                                 |                                     |                                     |                                     | = · or                              | = · or                              | = ·                                 |
|                                     |                                     |                                     |                                     |                                     |                                     |                                     |                                     |                                     |                                     |                                     |
| Двоїсті многогранники               |                                     |                                     |                                     |                                     |                                     |                                     |                                     |                                     |                                     |                                     |
| V43                                 | V3.82                               | V(3.4)2                             | V4.62                               | V34                                 | V3.43                               | V4.6.8                              | V34.4                               | V33                                 | V3.62                               | V35                                 |
|                                     |                                     |                                     |                                     |                                     |                                     |                                     |                                     |                                     |                                     |                                     |
|                                     |                                     |                                     |                                     |                                     |                                     |                                     |                                     |                                     |                                     |                                     |
|                                     |                                     | Файл:RhombicDodecahedron.svg        |                                     |                                     |                                     | Файл:DisdyakisDodecahedron.svg      |                                     |                                     |                                     |                                     |

Цей многогранник можна вважати членом послідовності однорідних вершинних фігур зі схемою (4.6.2p) та діаграмою Коксетера — Динкіна. Для p < 6 члени послідовності є всезрізаними многогранниками (зоноедрами), показаними нижче як сферичні мозаїки. Для p > 6 вони є мозаїками на гіперболічній площині, починаючи зі зрізаної трисемикутної мозаїки.
| Симетрія *n32 n,3  | Сферична   | Сферична   | Сферична   | Сферична   | Евклідова  | Компактна гіперболічна | Компактна гіперболічна | Паракомп.  | Некомпактна гіперболічна | Некомпактна гіперболічна | Некомпактна гіперболічна | Некомпактна гіперболічна |
| Симетрія *n32 n,3  | *232 [2,3] | *332 [3,3] | *432 [4,3] | *532 [5,3] | *632 [6,3] | *732 [7,3]             | *832 [8,3]             | *∞32 [∞,3] | [12i,3]                  | [9i,3]                   | [6i,3]                   | [3i,3]                   |
| ------------------ | ---------- | ---------- | ---------- | ---------- | ---------- | ---------------------- | ---------------------- | ---------- | ------------------------ | ------------------------ | ------------------------ | ------------------------ |
| Фігури             |            |            |            |            |            |                        |                        |            |                          |                          |                          |                          |
| Конфігурація       | 4.6.4      | 4.6.6      | 4.6.8      | 4.6.10     | 4.6.12     | 4.6.14                 | 4.6.16                 | 4.6.∞      | 4.6.24i                  | 4.6.18i                  | 4.6.12i                  | 4.6.6i                   |
| Двоїста            |            |            |            |            |            |                        |                        |            |                          |                          |                          |                          |
| Конфігурація грані | V4.6.4     | V4.6.6     | V4.6.8     | V4.6.10    | V4.6.12    | V4.6.14                | V4.6.16                | V4.6.∞     | V4.6.24i                 | V4.6.18i                 | V4.6.12i                 | V4.6.6i                  |

## Граф зрізаного кубооктаедра
У теорії графів граф зрізаного кубооктаедра (або граф великого ромбокубооктаедра) — граф вершин і ребер зрізаного кубооктаедра. Він має 48 вершин і 72 ребра, нуль-симетричний і є кубічним архімедовим графом.